# KPresenter
KPresenter — свободная программа подготовки презентаций, входящая в проекты KOffice и KDE.

## Свойства
KPresenter — несложная программа для составления презентаций, подобная Microsoft PowerPoint, LibreOffice Impress и OpenOffice.org Impress, с базовым набором функций оформления и шаблонов. Кроме своего формата, KPresenter может сохранять презентации в форматах OpenDocument, JPEG, PNG, BMP, SVG.